# Albrecht V Bawarski
Albrecht V Wittelsbach (ur. 29 lutego 1528 w Monachium, zm. 24 października 1579 tamże) – książę Bawarii w latach 1550–1579.

## Życiorys
Syn księcia Bawarii Wilhelma IV i Marii Jakobiny, margrabianki badeńskiej. Jego dziadkami byli: Albrecht IV Wittelsbach, książę Bawarii, i Kunegunda Habsburg, arcyksiężniczka austriacka, oraz Filip I, margrabia Badenii-Sponheim, i Elżbieta Wittelsbach, księżniczka Palatynatu Reńskiego.
4 lipca 1546 poślubił arcyksiężniczkę Annę Habsburg (1528–1590), córkę cesarza Ferdynanda I Habsburga, króla Czech i Węgier, oraz Anny Jagiellonki. Para miała siedmioro dzieci:
- Karola (1547),
- Wilhelma (1548–1626), księcia Bawarii,
- Ferdynanda (1550–1608),
- Marię Annę (1551–1608) – żonę Karola Styryjskiego,
- Maksymilianę Marię (1552–1614),
- Fryderyka (1553–1554),
- Ernesta Bawarskiego (1554–1612) – arcybiskupa Kolonii w latach 1583–1612.

Albert został pochowany w Frauenkirche, w Monachium.